# Just Dance 2017
Just Dance 2017 — танцювальна ритмічна гра із серії Just Dance, створена компанією Ubisoft. Була випущена 25 жовтня 2016 рік для ігрових консолей PS3, PS4, Xbox 360, Xbox one, Wii, Wii U, для портативних приставок Nintendo Switch і для PC.